# Herrens förklarings kyrka, Plovdiv
Herrens förklarings kyrka (bulgariska: Храм Преображение Господне; translitteration: Hram Preobrashenije Gospodne; kyrkslaviska: Це́рковь преѡбраже́нїѧ Господнѧ) är en bulgarisk-ortodox kyrkobyggnad belägen i staden Plovdiv, i regionen Plovdiv, i Bulgarien.
Kyrkan är helgad åt Kristi förklaring och tillhör Plovdivs stift.

## Historik
Herrens förklarings kyrka i Plovdiv invigdes den 10 juni 2012.